# 钩锥
钩锥（学名：Castanopsis tibetana），为壳斗科锥属下的一个植物种。